# Luchthaven Mbuji-Mayi
De Luchthaven van Mbuji-Mayi (IATA: MJM, ICAO: FZWA) is een luchthaven in Congo-Kinshasa bij de stad Mbuji-Mayi.